# ハンナ・モンタナ/ザ・ムービー
『ハンナ・モンタナ ザ・ムービー』（原題：Hannah Montana: The Movie）は、アメリカのテレビシリーズシークレット・アイドル ハンナ・モンタナの劇場版。2008年4月から、テネシー州コロンビアとカリフォルニア州ロサンゼルスで行われ、2008年7月に完成、アメリカ合衆国では2009年4月10日公開した。日本公開は世界で最も遅く2010年2月13日である。また、映画に準じた内容のゲームも北米および欧州で発売されている（Xbox 360およびプレイステーション3版は日本版本体でもプレイ可能）。

## ストーリー
実は全米で大人気のポップスター"ハンナ・モンタナ"という秘密を持ちながら、普通の女の子として高校生活を送っているマイリー・スチュワート(マイリー・サイラス)。リリーの16歳の誕生日プレゼントを買うために、入った靴屋でスーパーモデル、タイラ・バンクスと靴をめぐり大ゲンカ。それもハンナ・モンタナの姿で…。呆れたロビー(ビリー・レイ・サイラス)は、マイリーを故郷のナッシュビルに連れて行き、反省の意味を込めて自分自身の原点を見つめ直すチャンスを与える。果たして、マイリーは、再び"ハンナ・モンタナ"としてみんなの前に戻ってくるのか…。

## キャスト
- マイリー・スチュワート/ハンナ・モンタナ

演 - マイリー・サイラス、声 - 白石涼子
普段はどこにでもいる女の子。でも、大きな秘密があった。それは大人気ポップスターアイドルのハンナ・モンタナということ。映画では、スターの人気に圧倒されていく。1つの靴をめぐってはタイラ・バンクスと争う。ロビーはマイリーにニューヨークに行くとだまし、彼女の故郷のテネシーにつれていく。そして、テネシーにいる間に一生マイリーでいるかハンナでいるか決めろといわれる。
- リリー・トラスコット

演 - エミリー・オスメント、声 - 小林由美子
マイリーとオリバーの親友。自分の16歳の誕生日パーティーを計画する。マイリーに招待状を送るが、ハンナの格好をしてやってくる。
- オリバー・オーケン

演 - ミッチェル・ムッソ、声 - 手塚祐介
マイリーとリリーの親友。マイリーのもう一つの顔を知っている。
- ジャクソン・スチュワート

演 - ジェイソン・アールズ、声 - 梯篤司
マイリーの兄。パパであるロビーの計画を助ける。テネシーの動物園でバイトをはじめる。
- ロビー・レイ・スチュワート

演 - ビリー・レイ・サイラス、声 - 井上肇
マイリーとジャクソンのパパ。マイリーのポップスターの生活の限度が超え、マイリーをテネシーに戻す。
- リコ

演 - モイセス・アリアス、声 - 赤池裕美子
ジャクソンが働いている「Surf Shop」のオーナー。リリーのバースデーケーキを持っていく。でも、そのケーキの中に隠れていて、ケーキが爆発した後にリリーのバースデーケーキから飛び出す。
- ローレライ

演 - メロラ・ハーディン、声 - 山像かおり
ロビーの恋人。ロビーはマイリーがハンナだと言おうとするがなかなかいえない。
- ルビー

演 - マーゴ・マーティンデイル、声 - 谷育子
スチュワート家の一員、マイリーの祖母。
- ミスター・グレンジャー

演 - ピーター・ガン、声 - 岩崎ひろし
ハンナの秘密を探ろうとしつこく追いかける記者。映画の終わりごろにハンナがマイリーであるという秘密をばらそうとする。娘たちがハンナのファンである。
- トラヴィス・ブロージ

演 - ルーカス・ティル、声 - 宮野真守
マイリーのボーイフレンド。 幼稚園からの知り合い。
- ビタ

演 - ヴァネッサ・L・ウィリアムズ、声 - 五十嵐麗
ハンナのパブリシスト。
- タイラ・バンクス（本人役）、声 - 本田貴子

1足の靴をハンナと取り合う。
- 市長

演 - ボー・ビリングズリー、声 - 福田信昭
クローリーコーナーの市長。

### カメオ出演
- スティーブ・ラシュトン - 本人役
- バリー・ボストウィック  - 本人役、声 - 有本欽隆
- テイラー・スウィフト - バーの歌手、声 - 東條加那子
- マルセル
- ラスカル・フラッツ - 本人役
- ギャヴィン・ヘザーリントン - ダンサー
- バッキー・コビントン
- ウィリアム・ゲントナー

## 日本語版制作スタッフ
- 演出：木村絵理子
- 翻訳：矢田恵子
- 翻訳監修：Ian McDougall
- 録音・調整：阿部直子／オムニバス・ジャパン
- 制作担当：小林見菜子（東北新社）
- 録音制作：東北新社
- 制作監修：河村貴光
- 日本語版制作：DISNEY CHARACTER VOICES INTERNATIONAL, INC.

## 音楽
記載している順番は映画で登場してくる順
| No. | 曲名                                       | シンガー                                              |
| --- | ------------------------------------------ | ----------------------------------------------------- |
| 1   | "The Best of Both Worlds: 2009 Movie Mix"  | ハンナ・モンタナ                                      |
| 2   | "The Good Life"                            | ハンナ・モンタナ                                      |
| 3   | "Game Over"                                | スティーブ・ラシュトン                                |
| 4   | "Everything I Want"                        | スティーブ・ラシュトン                                |
| 5   | "Let's Get Crazy"                          | ハンナ・モンタナ                                      |
| 6   | "Backwards" (アコースティック)             | ラスカル・フラッツ                                    |
| 7   | "Bless the Broken Road" (アコースティック) | ラスカル・フラッツ                                    |
| 8   | "Don't Walk Away"                          | マイリー・サイラス                                    |
| 9   | "Dream"                                    | マイリー・サイラス                                    |
| 10  | "Back To Tennessee"                        | ビリー・レイ・サイラス                                |
| 11  | "Crazier"                                  | テイラー・スウィフト                                  |
| 12  | "Hoedown Throwdown"                        | マイリー・サイラス                                    |
| 13  | "Butterfly Fly Away"                       | マイリー・サイラス と ビリー・レイ・サイラス          |
| 14  | "Rock Star"                                | ハンナ・モンタナ (サウンドトラックには入っていない曲) |
| 15  | "The Climb"                                | マイリー・サイラス                                    |
| 16  | "You'll Always Find Your Way Back Home"    | ハンナ・モンタナ                                      |
| 17  | "Hoedown Throwdown" (リプリーズ)           | マイリー・サイラス                                    |
| 18  | "Let's Do This"                            | ハンナ・モンタナ                                      |
| 19  | "Spotlight"                                | ハンナ・モンタナ                                      |

## サウンドトラック

### トラックリスト
| #  | 曲名                                       | パフォーマー                               | 時間 |
| -- | ------------------------------------------ | ------------------------------------------ | ---- |
| 1  | "You'll Always Find Your Way Back Home"    | ハンナ・モンタナ                           | 3:45 |
| 2  | "Let's Get Crazy"                          | ハンナ・モンタナ                           | 2:37 |
| 3  | "The Good Life"                            | ハンナ・モンタナ                           | 2:59 |
| 4  | "Everything I Want"                        | スティーブ・ラシュトン                     | 3:53 |
| 5  | "Don't Walk Away"                          | マイリー・サイラス                         | 2:48 |
| 6  | "Hoedown Throwdown"                        | マイリー・サイラス                         | 3:02 |
| 7  | "Dream"                                    | マイリー・サイラス                         | 3:23 |
| 8  | "The Climb"                                | マイリー・サイラス                         | 3:57 |
| 9  | "Butterfly Fly Away"                       | マイリー・サイラス、ビリー・レイ・サイラス | 3:10 |
| 10 | "Backwards" (アコースティック)             | ラスカル・フラッツ                         | 3:25 |
| 11 | "Back to Tennessee"                        | ビリー・レイ・サイラス                     | 4:17 |
| 12 | "Crazier"                                  | テイラー・スウィフト                       | 3:13 |
| 13 | "Bless the Broken Road" (アコースティック) | ラスカル・フラッツ                         | 3:55 |
| 14 | "Let's Do This"                            | ハンナ・モンタナ                           | 3:32 |
| 15 | "Spotlight"                                | ハンナ・モンタナ                           | 3:07 |
| 16 | "Game Over"                                | スティーブ・ラシュトン                     | 3:53 |
| 17 | "What's Not To Like"                       | ハンナ・モンタナ                           | 3:14 |
| 18 | "The Best of Both Worlds: 2009 Movie Mix"  | ハンナ・モンタナ                           | 3:07 |

## 成績

### 興行成績
映画は公開初日でアメリカ合衆国の4,200スクリーン、3,118の映画館で$17.4百万稼いだ。公開1週間で全体$34百万を稼ぎ、アメリカ合衆国で1位となった。この記録はハイスクール・ミュージカル ザ・ムービーに次ぐミュージカル映画史上2番目の結果であった。 2009年4月26日では、$66 百万のチケットが売れた。他国では$1百万。あわせると、世界で$68百万を記録した。

### 受賞とノミネート
全米公開前の2009年3月28日に映画の挿入曲の "The Climb" がニコロデオン・キッズ・チョイス・アウォーズ 2009にノミネートした。2009年5月31日、マイリーは 2009 MTVムービー・アワード の"最優秀映画音楽賞"を受賞し、"最優秀新人女優"にノミネートされたが、アシュレイ・ティスデイルが受賞した。ティーン・チョイス・アワードでは4部門ノミネートのみだった。 
- 2009 MTVムービー・アワード - "最優秀新人女優" - ノミネート
- 2009 MTVムービー・アワード - "最優秀映画音楽賞" - 受賞
- 2009 ティーン・チョイス・アワード - "映画女優部門: 音楽/ダンス" - 受賞
- 2009 ティーン・チョイス・アワード - "映画部門: 唇" - ノミネート
- 2009 ティーン・チョイス・アワード - "音楽部門: シングル ('The Climb')" - 受賞
- 2009 ティーン・チョイス・アワード - "映画サウンドトラック部門" - ノミネート
- 2009 ティーン・チョイス・アワード - "俳優部門: 音楽/ダンス" - ジェイソン・アールズ - ノミネート
- 2009 ティーン・チョイス・アワード - "映画部門: 新人女優" - エミリー・オスメント - ノミネート
- 第30回ゴールデンラズベリー賞 - "最悪助演男優賞" - ビリー・レイ・サイラス - 受賞